# Waldau (Schleusingen)
Waldau ist ein Ortsteil der Stadt Schleusingen im Landkreis Hildburghausen in Thüringen.

## Lage
Waldau liegt etwa zehn Kilometer (Luftlinie) nordöstlich der Kreisstadt Hildburghausen, am Fuße des Thüringer Waldes und 410 Meter über dem Meeresspiegel. Durch den Ort fließt die Schleuse. Zum Ort Waldau gehört der Ortsteil Oberrod.

## Geschichte
Waldau wurde 1299 erstmals urkundlich erwähnt.
Die ersten Siedler waren Waldbauern und Handwerker. Unweit der Ortslage Waldau verlief ein Zweig der als „Hohe Straße“ bekannten mittelalterlichen Handelsstraße von Nürnberg nach Leipzig über den Thüringer Wald. Damit erhielt Waldau eine Bedeutung als Rastplatz und bekam eine Zollstation. Der Ort gehörte zur Grafschaft Henneberg und gelangte 1660 an das Herzogtum Sachsen-Zeitz.
Die evangelische Kirche wurde Anfang des 17. Jahrhunderts erbaut. Hornmühle, Appelsthaler Mühle und eine Papiermühle nutzten die Energie der Schleuse. Der Flurname Harzwald weist auf das Gewerbe der Harzscharrer und Pechbrenner hin.
1718 gelangte Waldau an das Kurfürstentum Sachsen. In jener Zeit gehörte der Ort zum Amt Schleusingen. Am 3. April 1763 wurde dem Ort vom Herzog Xaver von Sachsen die Berechtigung zum Abhalten eines Jahr- und eines Viehmarktes verliehen. Von 1815 bis 1945 gehörte Waldau zu Preußen (Landkreis Schleusingen). Der Ort wurde 1977 zum „Staatlich anerkannten Erholungsort“ ernannt.
Am 1. August 1996 schlossen sich Waldau und seine Nachbarorte zur Gemeinde Nahetal-Waldau zusammen. Diese wurde am 6. Juli 2018 nach Schleusingen eingemeindet. Seit dem 1. Januar 2024 sind die Orte Waldau und Oberrod aus dem Verbund „Nahetal-Waldau“ herausgelöst und agieren als eigener Ortsteil: „Waldau/Oberrod“. Seit 2024 ist Andreas Witter Ortsteilbürgermeister.

## Kultur und Sehenswürdigkeiten
- Waldaus Ortsteil Oberrod befindet sich in unmittelbarer Nähe des Bergsees Ratscher mit einer Vielzahl touristischer Angebote.
- In der Ortslage Oberrod ist die St.-Wolfgangs-Kapelle sehenswert.
- Am kulturellen Leben der Gemeinde haben der 1874 gegründete Volkschor und die 1964 gegründete Blasmusikkapelle einen bedeutenden Anteil.
- Dem Gemeinwohl ist auch die 1924 gegründete Freiwillige Feuerwehr verpflichtet.
- In den Tagen um den ersten Sonntag im Oktober herum findet jährlich die Kirmes statt.